# Елиел Сааринен
Готлиб Елиел Сааринен (на фински: Gottlieb Eliel Saarinen) е финландски архитект, известен с проектите в стил ар нуво, които създава в началото на 20 век. Негов е проектът за гарата в Хелзинки.

## Биография
Роден е на 20 август 1873 година в Рантасалми, Финландия. Получава образованието си в Хелзинкския университет по технологии, сега Университета Алто.
През 1904 г. сключва брак с Louise Gesellius. Имат две деца Ева-Лиза (родена на 31 март 1905) и Ееро (1910 – 1961). Синът му Ееро Сааринен наследява професията на баща си и става един от най-значимите американски архитекти от средата на XX век като един от лидерите в стила интернешънъл.
През 1923 г. се мести в САЩ и продължава да проектира офиси и обществени сгради. През 1924 г. става преподавател към департамента по архитектура на Мичиганския университет.
През 1925 г. Джордж Бут го кани да проектира кампуса на Кранбуркския образователен център, който по замисъл трябвало да бъде американския еквивалент на Баухаус. Сааринен преподава там, а по-късно през 1933 г. оглавява Кранбуркската академия по изкуства. Сред неговите студенти и съмишленици са Рей Еймс (тогава Рей Кайзер) и Чарлз Еймс, по-късно съпрузи и партньори; Сааринен оказва сериозно влияние върху тяхната бъдеща работа в областта на дизайна на мебели.
Умира на 1 юли 1950 година в Блумфийлд Хилс, Мичиган, на 75-годишна възраст.